# Wasserkult
Ein Wasserkult als gesicherte Verehrung von Brunnen, Quellen, Seen oder Teichen, wie er in Europa insbesondere für Gotland, Großbritannien, Irland, Portugal, Sardinien und Zypern, aber auch im alten Orient und in Südamerika (Nazca-Ebene) belegt ist, ist ein uraltes vorchristliches Phänomen (sh. Libation). Wallfahrten an den Tagen der christlichen Heiligen, denen vielfach Gewässer gewidmet wurden, lassen sich in aller Regel auf den vorchristlichen Kult zurückführen. Die Libation ist eine weitere Form des Kultes, die mit dem Wasser, aber auch mit anderen Flüssigkeiten erfolgt. Nicht in diesen Bereich fällt der „Badekult“ wie er z. B. bei den Römern üblich war.
Die Verehrung betrifft sowohl Regionen mit Wasserüberschuss, wie Irland, als auch mit Wassermangel, wie Sardinien. In beiden Regionen gehört sie zu den Fruchtbarkeitskulten, da sie mit dem Ertrag der Felder zu verbinden ist. Bekannter, weil eindringlicher, ist der Kult aus Wassermangel. Kyrill von Jerusalem (313–386) spricht bereits bei der altkirchlichen Taufe vom Wasserkult als einem Götzendienst, dem der getaufte abzuschwören hat.
In Lepenski Vir (Serbien) fand man die vielleicht ältesten Libationsbehältnisse Europas, als Vertiefungen in teilweise verzierten Steinen. Die chalkolithische Theiß-Kultur in Ungarn schuf Gefäßkeramiken, wie die Venusgefäße der Kökénydomb. Solche Libationsgefäße (Mehrtüllengefäße) sind sehr typisch für den vorgeschichtlichen Balkan und noch heute (Grolla) im Aostatal in Gebrauch.
Von Sardinien sind baulich gestaltete beeindruckende Brunnenheiligtümer bekannt und in Portugal gibt es die mit dem Wasserkult verbundenen (Pedras Formosas). Orte des Wasserkultes waren vermutlich auch die zirkumalpinen Pfahlbauten und die Terramaren in Norditalien. Auf Korsika, so berichtet Sibylle von Reden, ging bei Trockenheit noch im 20. Jahrhundert ein Kind mit einem Totenkopf über Land, der am Ende der Prozession ins Wasser geworfen wird. Als der thrakische Gott Orpheus in Stücke gerissen wird, wird sein Kopf in einen Fluss geworfen.
In Schottland hat man allein im Einzugsgebiet des Flusses Tay mehr als 600 Heilige Quellen kartographiert. An vielen wurden Opfer- und späterhin Münzendepots gefunden. Christliche Missionare lehnten die heidnischen Bräuche ab.
Ob die Zisternen auf den Balearen und auf Pantelleria auch Ausdruck eines Kultes waren, muss offenbleiben.